# Besoldsches Haus

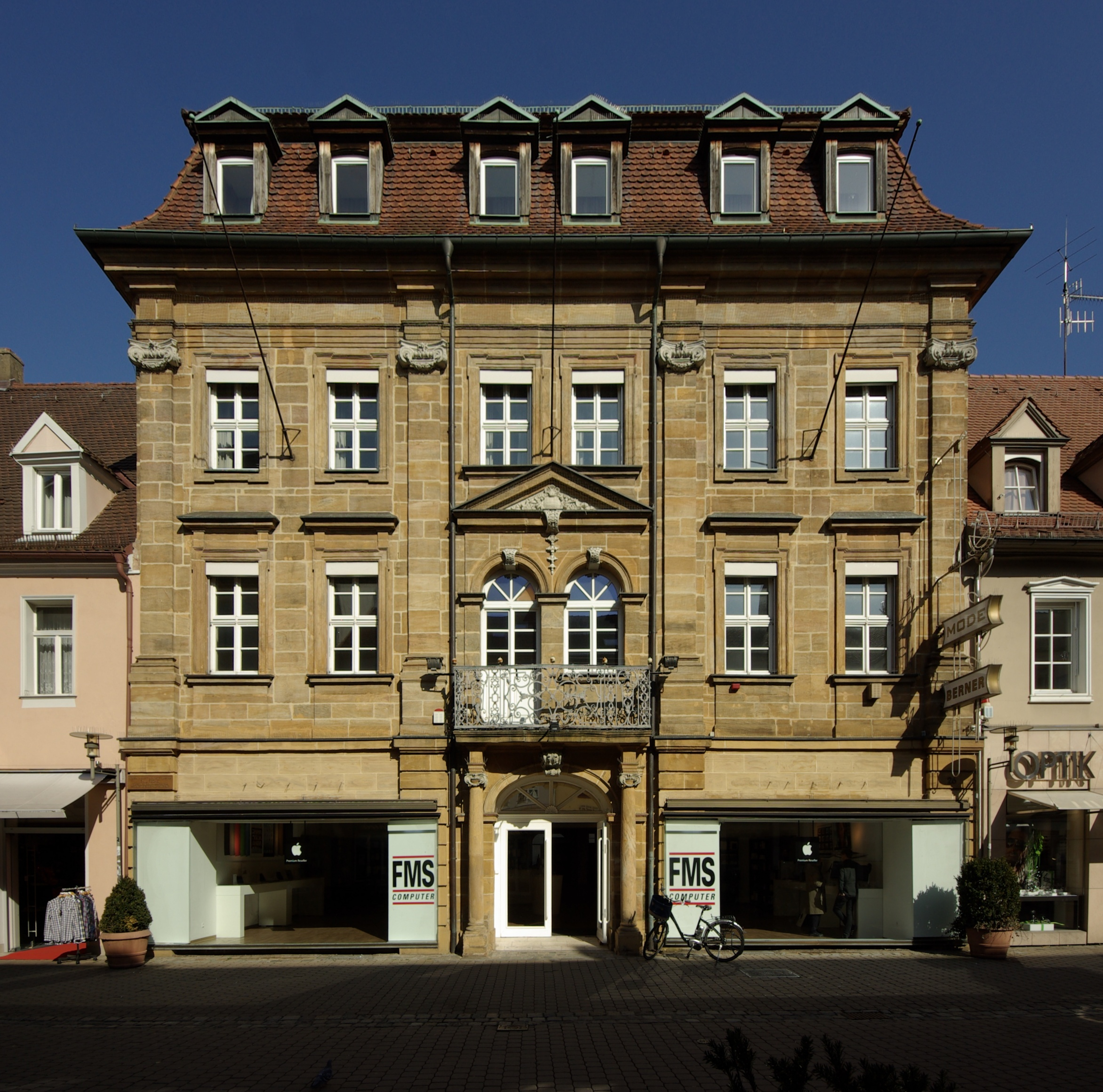
Fassade des Besoldschen Hauses an der Hauptstraße (2012)

Das Besoldsche Haus ist ein barockes Adelspalais in Erlangen. Das Gebäude mit der Adresse Hauptstraße 26 wurde 1733 bis 1734 erbaut und steht unter Denkmalschutz.:62

## Geschichte
Vor der Erbauung des Besoldschen Hauses stand an selber Stelle ein zweigeschossiger Bau, der 1688 von Jean Molie errichtet worden war und großformatige Fassadenfresken aufwies. Das heute bestehende Gebäude wurde 1733 bis 1744 vom Hofkammerrat Zacharias Buck erbaut. 1746 ging es in den Besitz von Hofrat August Göckel, dem Schwiegersohn Bucks, über. Von 1762 bis 1772 war der schwedische Gesandte Johann August von Greiffenheim Eigentümer des Hauses. Danach gehörte es bis 1842 dem Freiherrn Berenger de Beaufain. 
Um 1820 befand das Polizeikommissariat Erlangen in dem Gebäude. Diese Behörde übte nach dem Übergang Erlangens an das Königreich Bayern die staatliche Aufsicht über die Stadt aus. Von 1835 bis 1873 wurde der große Saal durch die Freimaurerloge Libanon zu den drei Cedern genutzt, die darüber hinaus von 1841 bis 1848 die erste Erlanger Stadtbibliothek im Besoldschen Haus betrieb. Im Jahr 1873 ging das Anwesen in den Besitz des Buchhändlers Eduard Besold über, nach dem das Haus heute benannt ist. In den Jahren 1882–1885 bewohnte das Gebäude der Chemieprofessor Emil Fischer, der später mit dem Nobelpreis ausgezeichnet wurde. Heute erinnert eine Gedenktafel an der Fassade an den berühmten Bewohner.
1922 erwarb der Kinobesitzer August Berner das Besoldsche Haus. Sein Sohn August eröffnete hier 1952 zusammen mit seiner Frau ein Damenoberbekleidungsgeschäft, das „Haus der Dame“. Das im Laufe der Zeit auf eine Verkaufsfläche von 600 Quadratmetern auf drei Etagen erweiterte Modehaus galt bis zu seiner Schließung im Jahr 2005 als eines der führenden Bekleidungsgeschäfte in Erlangen. Das Erdgeschoss des Hauses wird auch heute noch als Ladenlokal genutzt.

## Beschreibung
Der repräsentative Sandsteinquaderbau an der Ostseite der Hauptstraße betont die Mitte des Straßenzugs zwischen Schlossplatz und Hugenottenplatz. Er bildet zusammen mit dem Rückgebäude Halbmondstraße 5 eine architektonische Einheit. Die Fassade des dreigeschossigen Palais besitzt sechs Fensterachsen und wird nach oben durch ein Mansarddach auf mächtigem Kranzgesims abgeschlossen.
Das Erdgeschoss des Hauses ist als Sockelgeschoss ausgebildet, während die beiden Obergeschosse durch Ionische Pilaster an den Ecken und zu beiden Seiten der zweifenstrigen Mittelachse zusammengefasst werden. Die Fenster des Palais sind geohrt, wobei die Fenster im ersten Stock zusätzlich mit einer geraden Verdachung versehen sind. Den Eingang im Erdgeschoss bildet ein Korbbogenportal auf der Mittelachse, das von ionischen Freisäulen flankiert wird. Diese tragen einen Balkon mit einem kunstvoll dekorierten, schmiedeeisernen Gitter. Der Balkon lässt sich durch eine Rundbogen-Doppeltür im ersten Stock betreten, die von einem Flachgiebel mit Ornamentkartusche bekrönt wird. Durch den Einbau von großen Ladenfenstern im Erdgeschoss des Palais wurde die Erscheinung des Hauses empfindlich verändert.
Die Obergeschossräume des Besoldschen Hauses besitzen eine sehr reiche Stuckausstattung mit Gitter-, Bandel- und Rankenwerkornamenten. Besonders hervor sticht der Festsaal im zweiten Obergeschoss mit seiner bedeutenden Stuckierung, die durch Motive wie Lambrequins, Vasen, Vögeln und Putti und antikischen Eckbüsten bereichert wird.
Die Wände weisen vertikale Stuckfelderungen auf, während die Sockel mit rotschwarzem Marmor verkleidet sind. Über dem offenen Kamin befindet sich ein Reliefmedaillon mit einem Bildnis des Markgrafen Friedrich III. Das in die Decke eingelassene Ölgemälde zeigt eine Allegorie auf die Verherrlichung des Friedens. Im anschließenden Zimmer steht ein Kachelofen aus dem dritten Viertel des 18. Jahrhunderts mit Rocauilledekor. Weitere Stuckdecken finden sich darüber hinaus in den straßenseitigen Räumen des ersten Stocks. Zudem besitzen einige Zimmer kunstvoll eingelegte Holzböden.

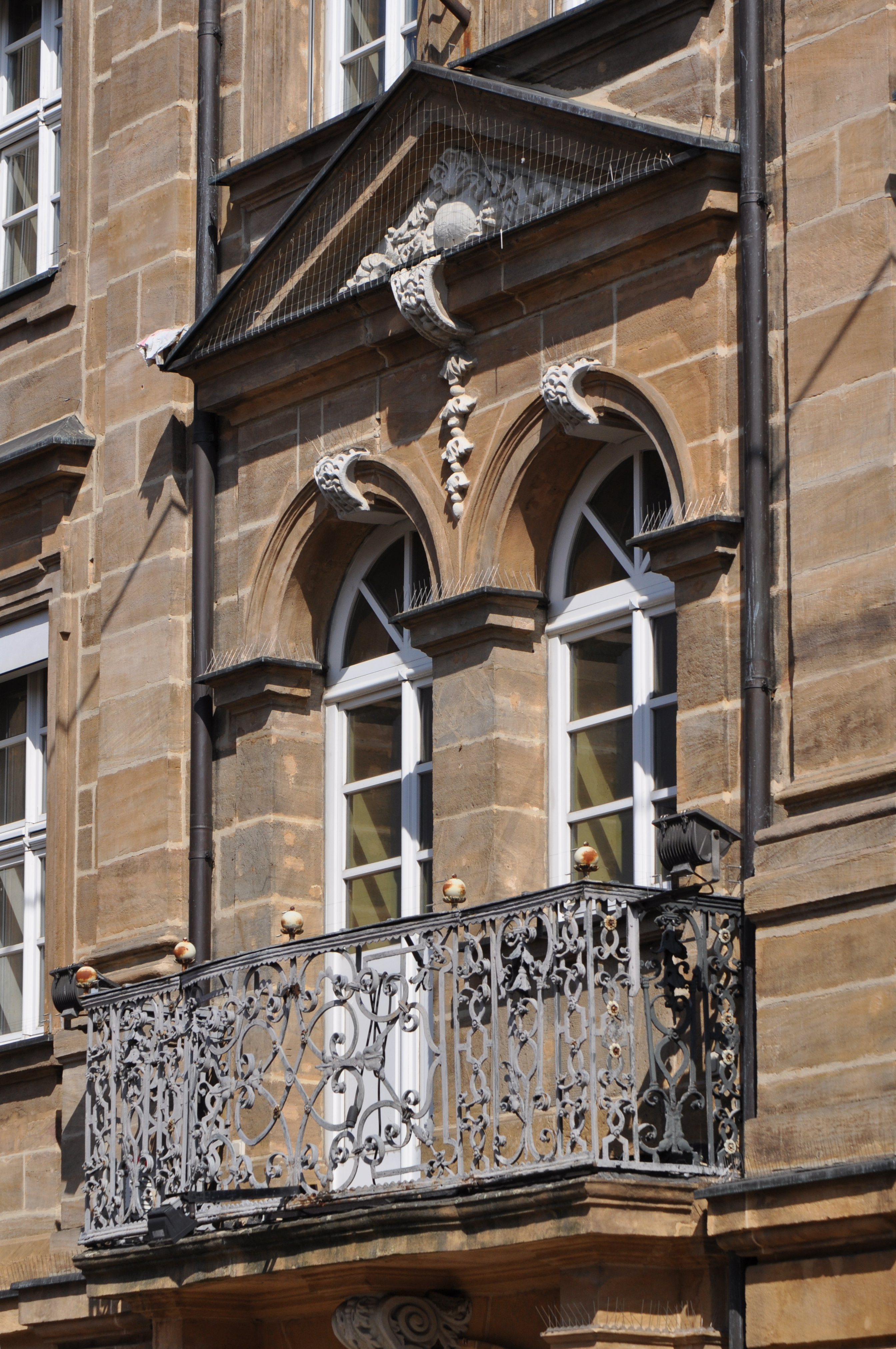
Balkon mit schmiedeeisernen Gitter im ersten Obergeschoss des Besoldschen Hauses (2013)

Das ebenfalls dreigeschossige Rückgebäude in der Halbmondstraße ist ein Sandsteinquaderbau von acht Fensterachsen mit Walmdach und Ecklisenen. Den Eingang bildet ein Korbbogenportal auf der Mittelachse mit gerader Verdachung. Im ersten Obergeschoss des Rückgebäudes finden sich zwei weitere Stuckdecken mit Ranken- und Bandelwerkornamenten. Der Innenhof zwischen beiden Gebäudeteilen ist mittlerweile überbaut und dient als Verkaufsraum. 
Aufgrund der deutlichen Ähnlichkeit des Besoldschen Hauses zum wenige Jahre später errichteten Altstädter Rathaus in Erlangen geht Andreas Jakob davon aus, dass die Pläne für beide Gebäude wahrscheinlich von Landbaumeister Johann Georg Weiß stammen. Jakob beschreibt die Wirkung der Architektur trotz der repräsentativen Formen als „massiv und schwer“.